# Jurassic 5 EP
Albums de Jurassic 5
Jurassic 5
(1998)
Jurassic 5 EP est un EP de Jurassic 5, sorti le 13 octobre 1997.

## Liste des titres
| No | Titre                   | Contient un (des) sample(s) de | Durée |
| -- | ----------------------- | --- | ----- |
| 1. | In the Flesh            | Chicken Wings de l'Oscar Peterson Big Four, Joe Pass, Ray Brown et Bobby Durham featuring Dizzy Gillespie, Freddie Hubbard et Clark Terry | 4:05  |
| 2. | Quality Control Part II | | 0:39  |
| 3. | Jayou                   | Music Man (Part II) de Pleasure Web Get Up, Stand Up de Bob Marley and The Wailers New York, New York de Grandmaster Flash and The Furious Five Droppin 'Em de LL Cool J | 2:55  |
| 4. | Lesson 6: The Lecture   | Music to Think By de The American Breed The Switch Hitch de Jiminy Cricket and Rica Moore Daphnia de Björn J:Son Lindh Knocking 'Round the Zoo (1971 Version) de James Taylor and The Flying Machine Na Na de Leon Thomas Root Down (And Get It) de Jimmy Smith The Crunge de Led Zeppelin Introduction to the J.B.'s de Fred Wesley and The J.B.'s Been Had de Sapo Captain America and the Falcon: And the Phoenix Shall Arise (Side 1) de Power Records Spaceslide de Michael White's Magic Music Company Police Woman d'Henry Mancini Fluckers de Jane Curtin, Chevy Chase, Dan Aykroyd et John Belushi featuring Garrett Morris The Little People Work de John Williams et le London Symphony Orchestra Flash It to the Beat de Grandmaster Flash and The Furious Five It's Your Rock (Instrumental) des Fantasy Three Human Beat Box des Fat Boys Test of the Emergency Broadcast System de Don Pardo | 5:31  |
| 5. | Concrete Schoolyard     | Cosmic Force de Don Sebesky Getting Nasty d'Ike Turner and The Kings of Rhythm Rock the Boat de The Hues Corporation Summer Breeze de Ramsey Lewis Get Up and Dance de Freedom My Melody d'Eric B. & Rakim You're a Customer d'EPMD | 4:08  |
| 6. | Setup                   | | 0:30  |
| 7. | Action Satisfaction     | The Fence (Version A) d'Alan Tew Freelance de Grandmaster Flash | 3:57  |
| 8. | Sausage Gut             | | 0:21  |